# Nilda Maria (chính trị gia)
Nilda Maria (tên khai sinh là Nilda Maria Gonçalves de Pina Fernandes) là một chính trị gia Cabo Verde và là thành viên của quốc hội cho khu vực bầu cử Nam Santiago, đồng thời là chủ tịch của Tổ chức Đoàn kết Cabo Verde.

## Tiểu sử
Nilda Maria đã tích cực trong khả năng của mình với tư cách là thành viên của quốc hội để giải quyết tình trạng thâm hụt nhà ở của Cabo Verde và đã hỗ trợ dự án của thủ tướng được mệnh danh là "Chiến dịch Hy vọng" nhằm cung cấp nhà cho mọi người dân. Vào năm 2009, cô đã từng là chủ tịch của Tổ chức Đoàn kết Cabo Verde, một tổ chức nhằm thúc đẩy điều kiện sống tốt hơn cho các gia đình nghèo nhất, đặc biệt là phụ nữ đóng vai trò chủ gia đình, người khuyết tật và người già trong xã hội. Vào kỷ niệm lần thứ tư, dự án Chiến dịch Hy vọng đã có hơn 18 nghìn người thụ hưởng bao gồm cải tạo và xây dựng nhà mới từ đầu không chỉ ở Cabo Verde, mà còn cho Cabo Verdes ở diaspora ở Mozambique và São Tomé và Príncipe.